# Georgia on My Mind
Georgia on My Mind – piosenka napisana w 1930 roku przez Stuarta Gorella (tekst) i Hoagy Carmichaela (muzyka). Stuart stworzył ją dla siostry Hoagy’ego, Georgii, jednak tekst utworu odebrać można bardziej jako odniesienie do amerykańskiego stanu Georgia, niż do kobiety o imieniu Georgia. Carmichael w swojej autobiografii z 1965 roku, Sometimes I Wonder, tłumaczy okoliczności powstania utworu, kiedy jego przyjaciel zasugerował: „Dlaczego miałbyś nie napisać piosenki zatytułowanej ‘Georgia’? Nikt nie stracił wiele pisząc o południu.”
Piosenka jest prawdopodobnie najlepiej znana w wykonaniu Raya Charlesa, który wydał ją na swoim albumie The Genius Hits the Road w 1960 roku. Jego wersja „Georgia on My Mind” 24 kwietnia 1979 roku ustanowiona została piosenką stanową stanu Georgia. W 2004 utwór został sklasyfikowany na 44. miejscu listy 500 utworów wszech czasów magazynu Rolling Stone.

## Wersje
Piosenka wykonywana była przez wielu artystów, wśród których byli: Dean Martin, Glenn Miller, Willie Nelson, Anita O’Day, Ella Fitzgerald, Jo Stafford, Gladys Knight, James Brown, Louis Armstrong, Billie Holiday, The Band, Django Reinhardt, Wes Montgomery, Jerry Lee Lewis, Van Morrison, Coldplay oraz Hoagy Carmichael (z Bix Beiderbecke), Budka Suflera i Garou, Andrzej Zaucha, a także inni.

### Ray Charles
„Georgia on My Mind” nie była popularna aż do 1960 roku, kiedy Ray Charles wydał ją na swoim albumie The Genius Hits the Road. W listopadzie 1960 roku piosenka uplasowała się na szczycie notowania Billboard Hot 100 i stała się hitem. 7 marca 1979 roku, jako symbol pojednania po konflikcie w kwestii praw obywatelskich, Charles wykonał utwór przed siedzibą władz stanu Georgia, Georgia General Assembly, w Atlancie. Po tym występie 24 kwietnia 1979 władze oficjalnie ustanowiły „Georgia on My Mind” piosenką stanową. Ta wersja piosenki wraz z odpowiednim telewizyjnym montażem odgrywana jest zawsze, kiedy telewizja publiczna stanu Georgia kończy przekaz telewizyjny (zazwyczaj późnym wieczorem w każdą niedzielę).
Piosenka była muzyka przewodnią sitcomu telewizji CBS Designing Women. Początkowo była to wersja instrumentalna w wykonaniu Doca Severinsena, a następnie została zmieniona na nagranie Charlesa.
Sample „Georgia on My Mind” w wersji Charlesa wykorzystała rapowa grupa Field Mob w swoim utworze „Georgia”, wykonywanym razem z Jamiem Foxxem i Ludacrisem.
Po 2000 roku Charles zapraszał niekiedy do wspólnego wykonania „Georgia on My Mind” włoską piosenkarkę Giorgię Todrani, po tym, gdy dowiedział się, że została ona nazwana na cześć tejże piosenki.
Jamie Foxx i Alicia Keys wykonali w duecie „Georgia on My Mind” w wersji Charlesa na rozdaniu nagród Grammy w 2005 roku.

## Znaczenie w kulturze
W 2003 roku magazyn muzyczny Rolling Stone umieścił „Georgia on My Mind” na miejscu #44 listy 500. utworów wszech czasów.
Tytuł piosenki był sloganem tablic rejestracyjnych stanu Georgia w okresie od stycznia 1997 roku do listopada 2003 roku. Część tych tablic może jednak pozostać w użytku do co najmniej grudnia 2009 roku.
W utworze „Back in the U.S.S.R.” The Beatles występuje wers „Georgia’s always on my mind”, który mimo iż odnosi się Gruzińskiej Socjalistycznej Republiki Radzieckiej, celowo nawiązuje do piosenki „Georgia on My Mind”.
Piosenka jest wykorzystywana w show laserowym Stone Mountain Laser Show, mającym miejsce każdego lata.
„Georgia on My Mind” była jedną z piosenek Letnich Igrzysk Olimpijskich w 1996 roku, odbywających się w Atlancie.
W odcinku „Pan Monk i Nieznajomy Rudzielec” serialu Detektyw Monk, tytułowy Adrian Monk ma zagrać ten utwór w rozgłośni radiowej w San Francisco wraz z zespołem Willie Nelsona.

## Tekst
Tekst piosenki w wersji Raya Charlesa występuje w Official Code of Georgia Annotated, kompendium prawa obowiązującego w amerykańskim stanie Georgia.